# Zana Briski
Zana Briski (Londra, 25 ottobre 1966) è una fotografa inglese, di origini irachene.

## Biografia
Dopo aver conseguito un master presso la Cambridge University, ha studiato fotografia documentaria all'International Center of Photography di New York. Nel 1995, ha fatto il suo primo viaggio in India, producendo una storia su un infanticidio femminile. Nel 1997, Briski ritorna in India iniziando a lavorare al suo progetto sulle prostitute del distretto a luci rosse di Calcutta da cui è nato il film "Born into Brothels: Calcutta's Red Light Kids", che l'ha resa famosa, e la mostra fotografica omonima con le immagini scattate dai bambini.
Il progetto del film è stato portato a termine nel 2004, insieme all'operatore Ross Kauffman, e ha vinto il premio Oscar per il documentario l'anno successivo. In seguito alla sua esperienza a Calcutta con i figli delle prostitute, ha fondato l'organizzazione internazionale "Kids with Cameras" con lo scopo di insegnare la fotografia ai bambini emarginati nella comunità in tutto il mondo, un mezzo attraverso il quale rafforzare la fiducia in se stessi e la loro autostima. Alcuni di questi bambini, a cui Zana ha insegnato, hanno potuto proseguire i loro studi come nel caso di Avijit e di Kochi.
Nel 2004 la XIII edizione del Film Festival Internazionale Visionaria ha organizzato la mostra fotografica con le foto scattate dai bambini "Born into Brothels - Nati nei Bordelli" presso il Complesso museale di Santa Maria della Scala a Siena, a cura di Mauro Tozzi, Samuele Calosi e Laura Pozzi. La mostra, prima in Europa, è stata esposta successivamente a Lisbona.
Zana Briski immediatamente dopo la sua esperienza indiana stimolò il fotografo Jason Eskenazi, già attivo nei paesi dell'Europa dell'Est e in Russia poco tempo prima della fine del regime comunista, a fare la stessa cosa a Gerusalemme, con bambini israeliani e palestinesi. Eskenazi partì nel 2004 portando con sé 24 fotocamere: 12 per i bambini israeliani e 12 per quelli palestinesi con il sostegno e un piccolo contributo della Fondazione Kids with Kameras. Vi trascorse sei mesi, insegnando loro a fotografare e vi tornò l'anno seguente. Le foto dei ragazzi furono esposte in varie mostre negli Stati Uniti.
L'esperienza di Kids with Cameras sembra concludersi nel 2011, senza apparenti motivazioni, ed il sito web viene chiuso mentre lei decide di vivere lontano dalle luci della ribalta. Successivamente, Kid with Cameras entra a far parte di Hope - Head First Development.
Nel 2010 esce Reverence, un lavoro multimediale esperienziale sulla trasformazione, ispirato dal sogno di una mantide religiosa, è stato condotto in varie aree del mondo studiando, fotografando e filmando gli insetti: "una sfida a ripensare il nostro rapporto con la terra e le sue creature" scrive, dichiarando di essere una fotografa tradizionale che predilige le pellicole in bianconero e lavorando in camera oscura. Successivamente, continua ad interessarsi al regno animale, dalle lucertole alle farfalle alle volpi e agli orsi, utilizzando fogli di carta sensibile di grandi dimensioni durante notti senza luna, appostandosi dove pensa che possano passare e illuminandoli con l'uso del flash elettronico senza che gli animali se ne rendano conto, impressionando così i fogli. Dopodiché in camera oscura sviluppa i fogli e li vira con oro puro: Intimate encounters in the Wild.
Briski ha vinto numerosi premi e borse di studio, tra cui l'Open Society Institute Fellowship, l'Alicia Patterson Journalism Fellowship nel 2000 per la ricerca nei bordelli indiani, il New York Foundation for the Arts Fellowship, l'Howard Chapnick Grant e il 1º premio nella competizione del World Press Photo foundation nella categoria "Daily Life stories" nel 1999.
Zana Briski risiede a New York.